# Natação nos Jogos Paralímpicos de Verão de 2012 - 50 m peito masculino
As competições de 50 metros peito masculino da natação nos Jogos Paralímpicos de Verão de 2012 foram disputadas entre os dias 30 de agosto e 3 de setembro no Centro Aquático de Londres, na capital britânica. Participaram desse evento atletas de 2 classes diferentes de deficiência.

## Medalhistas

### Classe SB2
| Ouro   | CHN Du Jiaping         |
| Prata  | MEX Arnulfo Castorena  |
| Bronze | UKR Dmytro Vynohradets |

### Classe SB3
| Ouro   | NED Michael Schoenmaker |
| Prata  | ESP Miguel Luque        |
| Bronze | JPN Takayuki Suzuki     |

## SB2

### Eliminatórias

#### Eliminatória 1
| Pos. | Raia | Atleta                 | Tempo   | Notas |
| ---- | ---- | ---------------------- | ------- | ----- |
| 1    | 4    | MEX Arnulfo Castorena  | 59.01   | Q     |
| 2    | 5    | UKR Dmytro Vynohradets | 59.56   | Q     |
| 3    | 3    | MEX Cristopher Tronco  | 1:00.12 | Q     |
| 4    | 6    | AUS Grant Patterson    | 1:05.86 | Q     |
| 5    | 7    | CHN Li Hanhua          | 1:07.82 |       |
| 6    | 7    | THA Charkorn Kaewsri   | 1:08.49 |       |

#### Eliminatória 2
| Pos. | Raia | Atleta                   | Tempo   | Notas |
| ---- | ---- | ------------------------ | ------- | ----- |
| 1    | 4    | CHN Du Jianping          | 57.83   | Q     |
| 2    | 6    | RUS Andrey Meshcheryakov | 1:00.11 | Q     |
| 3    | 3    | USA Michael Demarco      | 1:02.39 | Q     |
| 4    | 5    | THA Somchai Doungkaew    | 1:02.72 | Q     |
| 5    | 2    | GRE Ioannis Kostakis     | 1:05.94 |       |
| 6    | 7    | KOR Min Byeong-Eon       | 1:10.22 |       |
| 7    | 1    | VEN Mark Chirino         | 1:18.66 |       |

### Final
| Pos.   | Raia | Atleta                   | Tempo    | Notas            |
| ------ | ---- | ------------------------ | -------- | ---------------- |
| Ouro   | 4    | CHN Du Jianping          | 57.50    | Recorde asiático |
| Prata  | 5    | MEX Arnulfo Castorena    | 58.23    |                  |
| Bronze | 3    | UKR Dmytro Vynohradets   | 58.51    | Recorde europeu  |
| 4      | 2    | MEX Cristopher Tronco    | 01:01.12 |                  |
| 5      | 7    | USA Michael Demarco      | 1:01.50  |                  |
| 6      | 1    | THA Somchai Doungkaew    | 1:01.84  |                  |
| 7      | 6    | RUS Andrey Meshcheryakov | 1:02.31  |                  |
| 8      | 8    | AUS Grant Patterson      | 1:07.52  |                  |

## SB3

### Eliminatórias

#### Eliminatória 1
| Pos. | Raia | Atleta                          | Tempo   | Notas |
| ---- | ---- | ------------------------------- | ------- | ----- |
| 1    | 4    | JPN Takayuki Suzuki             | 51.38   | Q     |
| 2    | 5    | NED Michael Schoenmaker         | 51.39   | Q     |
| 3    | 2    | RUS Aleksei Lyzhikhin           | 53.05   | Q     |
| 4    | 3    | MEX Gustavo Sánchez Martínez    | 53.26   | Q     |
| 5    | 6    | GRE Konstantinos Karaouzas      | 55.81   |       |
| 6    | 7    | ESP Javier Hernández Aguirán    | 58.89   |       |
| 7    | 1    | BRA Ronystony Cordeiro da Silva | 1:00.83 |       |

#### Eliminatória 2
| Pos. | Raia | Atleta                | Tempo | Notas |
| ---- | ---- | --------------------- | ----- | ----- |
| 1    | 4    | ESP Miguel Luque      | 50.42 | Q     |
| 2    | 6    | AUS Ahmed Kelly       | 51.86 | Q     |
| 3    | 5    | GRE Vasilis Tsagkaris | 52.39 | Q     |
| 4    | 3    | ESP Vicente Gil       | 54.49 | Q     |
| 5    | 2    | CZE Jan Povýšil       | 57.07 |       |
| 6    | 7    | ITA Nicolo Bensi      | 57.58 |       |

### Final
| Pos.   | Raia | Atleta                       | Tempo | Notas |
| ------ | ---- | ---------------------------- | ----- | ----- |
| Ouro   | 3    | NED Michael Schoenmaker      | 50.00 |       |
| Prata  | 4    | ESP Miguel Luque             | 50.18 |       |
| Bronze | 5    | JPN Takayuki Suzuki          | 50.26 |       |
| 4      | 6    | AUS Ahmed Kelly              | 52.54 |       |
| 5      | 1    | MEX Gustavo Sánchez Martínez | 52.67 |       |
| 6      | 2    | GRE Vasilis Tsagkaris        | 53.07 |       |
| 7      | 7    | RUS Aleksei Lyzhikhin        | 53.22 |       |
| 8      | 8    | ESP Vicente Gil              | 53.96 |       |

Legenda
| Recorde mundial      | Recorde mundial (World record)               |                       | Recorde africano                      | Recorde africano (African) |                                           | Q | Classificado por posição (Qualified) |
| Recorde paralímpico  | Recorde paralímpico (Paralympic record)      | Recorde da América    | Recorde da América (Americas)         | q                          | Classificado por melhor tempo (Qualified) |   |                                      |
| Melhor marca do ano  | Melhor marca do ano (World leading)          | Recorde asiático      | Recorde asiático (Asian)              | DNS                        | Não largou (Did not start)                |   |                                      |
| Recorde nacional     | Recorde nacional (National record)           | Recorde europeu       | Recorde europeu (European)            | DNF                        | Não terminou (Did not finish)             |   |                                      |
| Recorde pessoal      | Recorde pessoal do atleta (Personal best)    | Recorde da Oceania    | Recorde da Oceania (Oceania)          | DSQ / DQ                   | Desclassificado (Disqualified)            |   |                                      |
| Recorde da temporada | Recorde da temporada do atleta (Season best) | Recorde sul-americano | Recorde sul-americano (South America) | NM                         | Sem marca (No mark)                       |   |                                      |